# II. Murád oszmán szultán
II. Murád (Amaszja, 1404 júniusa – Drinápoly, 1451. február 3./5.) oszmán szultán 1421-től 1444-ig és 1446-tól haláláig. Murád uralkodását a keresztényekkel és az anatóliai török emirátusokkal való hosszas háborúskodás határozta meg.

## Élete
Murád 1404 júniusában született I. Mehmed fiaként, apját 1421-ben követte a trónon. Uralkodásának kezdetén, 1422 és 1425 között trónkövetelőkkel, a II. Manuél bizánci császár közbenjárására fogságukból kiszabadult Düzme Musztafával és Kücsük Musztafával, I. Bajazid fiaival kellett megküzdenie. Düzme Musztafát 1422-ben kivégeztette, később ugyanez a sors várt Kücsük Musztafára is. A bizánci császárral 1424-ben békét kötött, aminek értelmében Manuél évi adófizetésre kötelezte magát. II. Murád ezzel megszilárdította uralmát Nyugat-Anatóliában.
Hamarosan a velenceiek ellen fordult, moreai és a szigettengeren lévő gyarmataikat 1423-ban elpusztította. Miután 1425-ben Thesszalonikit is elvette tőlük, a signoria békét kötött. Murád közben-közben birodalmának nyugati és északi szomszédjaival is foglalkozott. Harcolt Albánia hőse, Kasztrióta György (Szkanderbég) ellen. A délszláv népekkel könnyebben bánt volna el, ha a magyarok nem segítették volna őket. 1428-ban azonban – a Galambóc várának visszafoglalására vállalkozó – Zsigmond magyar király hadát is legyőzte. E vereség hírére II. Tvrtko bosnyák király és II. Dan havasalföldi fejedelem újra meghódolt Murád előtt. Ugyancsak 1428-ban legyőzte az anatóliai Karamán emirátust.[forrás?]
1428-ban, az Oszmán Birodalom Velencével folytatott háborúja alatt a magyarok és az oszmánok megállapodtak abban, hogy Brankovics György despotát Szerbia önálló uralkodójának ismerik el, ezzel ütközőállammá téve a szerb területeket. A szerződés egyúttal megállapította Szerbia oszmán fennhatóságát, a magyar vazallus megmaradásával együtt.
1430-ban Murád hatalmas területeket hódított meg a Balkán-félszigeten és a Birodalomhoz csatolta Szerbiát.[forrás?] 1432-ben – a másodszori ostrom után – elesett Szaloniki is. Erre Velence végképp kivonta magát a harcokból.[forrás?]

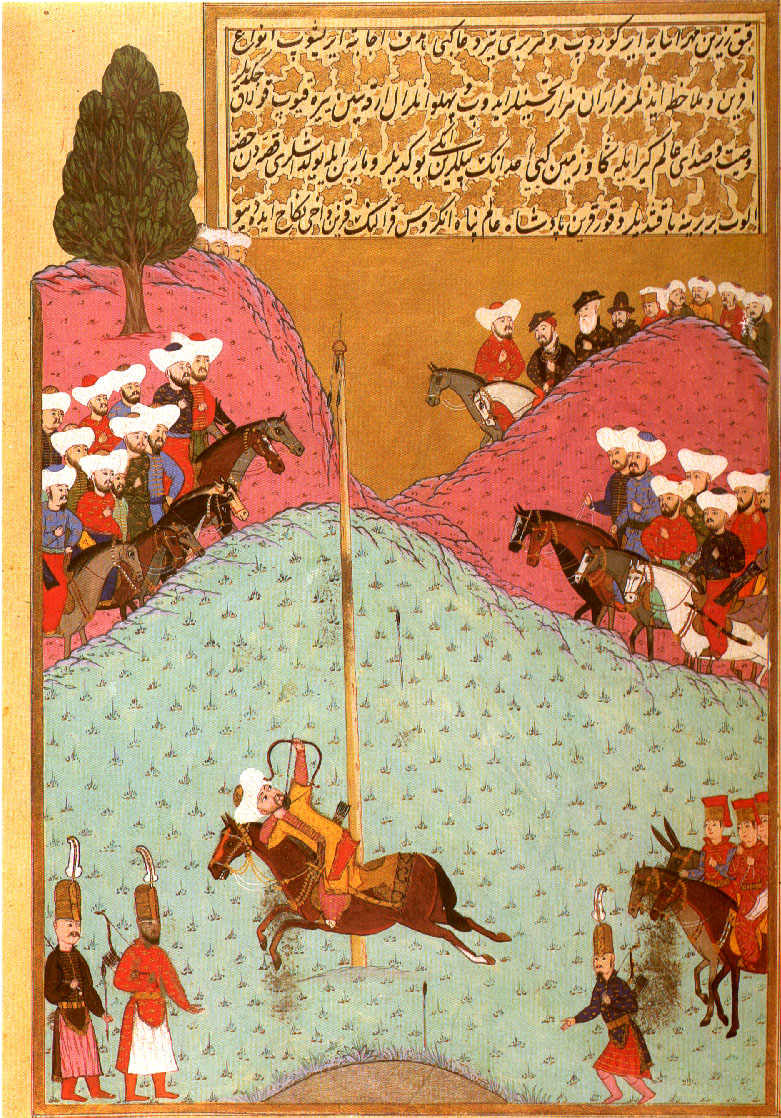
II. Murád íjászkodik

1434. április 20-án Brankovics György legfiatalabb lánya, Katalin és Cillei Ulrik magyar főúr, az új szerb főváros, Szendrő ekkor épített erődjében házasodott össze. Ez a házasság megrontotta azokat a baráti kapcsolatokat, amelyeket a szerb despota az oszmán Portával folytatott, noha Ulrik Erzsébet királynéval (Luxemburgi Zsigmond és Cillei Borbála leányával) való rokonsága fokozott szerb–magyar szövetséget jelentett. Ennek eredményeként 1434 közepén érkezett Drinápolyból az üzenet, amely szerint Szerbia biztonságát az Oszmán Birodalom részéről csak akkor lehet garantálni, ha Brankovics György idősebb lányát, Máriát (Marát) feleségül adják II. Murád szultánhoz. Hosszas tanácskozás után a palotában összehívott tanács kénytelen volt elfogadni az ajánlatot, és megállapodtak arról, hogy Brankovics Mara elkötelezi magát a szultánnal, így ősszel Murád legjobb katonáinak kíséretében vitték magukkal a törökök a leendő menyasszonyt.
Murád 1437-ben ostrom alá vette a délvidéki Szendrőt. Hunyadi János a vár segítségére sietett és sikerült az ostromló törököket a vár alól elűzni. 1439 júniusának elején megszakadt a béke az oszmánokkal, amely Mara és a szultán házassága révén jött létre. II. Murád vezetésével 130 000 török katona indított támadást, majd foglalta el a város környéki dombokat.
1439-ben a budai rendek – arra gondolva, hogy Murád ismét Szendrő ostromára készül – tetemes segítséget szavaztak meg és maga Albert magyar és német király indult a haddal az Al-Dunához. A titelrévi haditáborban azonban olyan hatalmas vérhasjárvány tört ki, hogy a magyar seregek jelentős része belehalt, köztük Albert király is.
1442-ben Murád ismét sereget indított Magyarország ellen. Az immár erdélyi vajdává kinevezett Hunyadit a sereget vezető Mezid bég Marosszentimrénél legyőzte, viszont a bán négy nap múlva a jórészt parasztokból összeverbuvált „seregével” a Vaskapuban döntő vereséget mért Mezid hadaira.

### A hosszú hadjárat
E diadalok nagy lelkesedést keltettek egész Európában (1441-ben a Német-római Birodalom, Lengyelország, majd 1444-ben Albánia csatlakozott a szerb–magyar szövetséghez[forrás?]) és az 1443 novemberében megindított hosszú hadjárathoz vezettek. Ennek folyamán a magyar had I. Ulászló király és Hunyadi János vezénylete alatt még a Balkán-hegységen túl egészen Szófiáig nyomult előre. Mialatt több európai fejedelem és a pápai követ nagy keresztes hadjáratot tervezett, Murád a közelgő összecsapást megelőzve követei által Szegeden igen előnyös föltételek mellett békekötésre mutatkozott hajlandónak: lemondott volna Szerbiáról és Havasalföldről, a magyarok által foglyul ejtett sógoráért pedig 70 000 aranyat ajánlott fel.

### A várnai csata

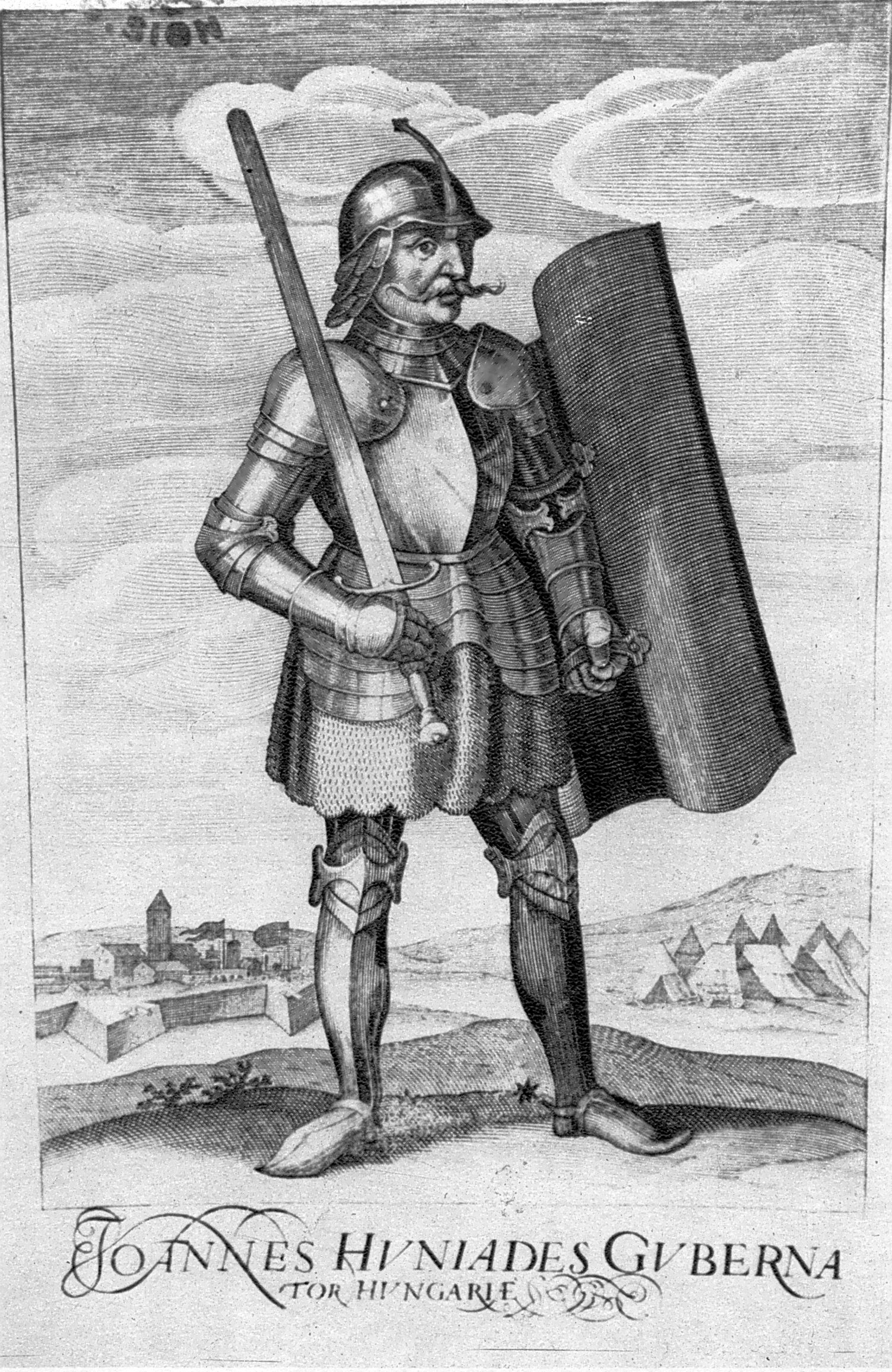
Hunyadi János

Ulászló és tanácsosai ezeket a feltételeket 1444 júliusában Szegeden elfogadták (noha korábban több fejedelemmel szemben újabb háborúra kötelezték magukat) és esküvel fogadták a béke megtartását. Nyomban ezután azonban megszegték a békét és újra hadat indítottak Murád ellen, aki trónját éppen Mehmed fiának akarta átengedni és már Magnesiát ki is szemelte lakóhelyének. Az esküszegés hírére azonban sietve visszatért. A döntő ütközet 1444. november 10-én Várnánál zajlott le. A csatában Ulászló és a magyar sereg magva elesett, Hunyadi pedig csak nagy nehezen tudott elmenekülni. Murád beérte a diadallal és nem aknázta ki győzelmét.
Murád nem sokkal később vereséget szenvedett a jalowazi csatában és 1444-ben lemondásra kényszerült fia, Mehmed javára. 1446-ban azonban a janicsárok segítségével visszatért a birodalom élére.[forrás?]

### A második rigómezei ütközet
1448-ban Hunyadi Kasztrióta György segítségére indult abban a reményben, hogy az albánok, boszniaiak és Brankovics György szerb despota közreműködésével nagy csapást mérhet a törökökre. A koalícióból azonban jóformán semmi sem lett: Brankovics ezúttal sem küldte el segélyhadát, Boszniából sem érkezett senki és így Hunyadi mindössze 30 000 magyarral és 8000 oláhhal érkezett Délnyugat-Szerbiába, innen Albánia felé fordult. Amikor Murád Hunyadi közeledéséről értesült, rögtön felhagyott Kruja ostromával, és Szófia felé visszavonult. Miután összevonta hadait, megindult Hunyadi nyomában a magyar sereg után. Rigómezőn olyan oldalról támadta meg Hunyadit, ahonnan senki sem várta. A rettenetes harcban (október 18-20.) az oláhok átszöktek a törökökhöz és a magyarok teljes vereséget szenvedtek. Ez volt Murád utolsó, alighanem legfényesebb diadala. Ezután csak Szkanderbég ellen folytatott még harcot, illetve legyőzte Timur Lenk fiát, Sáhruhot, valamint a Karamanida dinasztiát.[forrás?]
Murád 1451 februárjában halt meg, Bursában temették el. A trónon fia, II. Mehmed követte.